# Atheta picipennis
Atheta picipennis är en skalbaggsart som först beskrevs av Mannerheim 1843.  I den svenska databasen Dyntaxa används istället namnet Atheta aeneipennis. Atheta picipennis ingår i släktet Atheta och familjen kortvingar. Arten är reproducerande i Sverige. Inga underarter finns listade i Catalogue of Life.